# Ледрю-Роллен, Александр Огюст
Александр Огюст Ледрю-Роллен (фр. Alexandre Auguste Ledru-Rollin; 2 февраля 1807 — 31 декабря 1874) — французский политический деятель эпохи Июльской монархии и Второй республики; левый республиканец (неоякобинец); один из лидеров Революции 1848 года. Внук фокусника и иллюзиониста Комю.

## Биография
Был простым парижским адвокатом. В 1841 году становится членом палаты депутатов. В своей избирательной речи он заявил себя республиканцем, высказался за всеобщее голосование, как средство разрешения социальной задачи, и заявил открыто, что будет искать опоры не в парламенте, а только в народе; он ставил демократической партии задачу путём политической реформы изменить социальный строй в крайнем демократическом, но вовсе не в социалистическом направлении (за неприкосновенность права собственности и против социализма он много раз и решительно высказывался и впоследствии). Речь эта вызвала громкий судебный процесс; присяжные вынесли обвинительный приговор не за саму речь, а за её опубликование, но приговор был кассирован и при вторичном разборе Ледрю-Роллен был оправдан. В палате он был одним из немногих депутатов республиканской партии, нападавшим не только на правительство, но и на династическую оппозицию и требующим при каждом удобном случае непосредственного обращения к народу (например, по поводу закона о регентстве).
Недовольный умеренностью главного органа парламентской левой, «Le National», Ледрю-Роллен стал одним из основателей радикальной газеты «La Réforme» (1843), в которой скоро приобрёл преобладающее влияние. Газета эта, по настоянию Л. Блана, выставила социалистическую программу, что дало повод социалистам считать Ледрю-Роллена своим.
24 февраля 1848 года он принимал самое деятельное участие в революции; в палате он выступил против регентства и за республику. Ледрю-Роллен был выбран членом временного правительства, в котором взял себе министерство внутренних дел. Он разослал по Франции «для провозглашения и организации республики» и для «утверждения и провозглашения принципов революции» особых комиссаров, которым особыми циркулярами разъяснил, что «полномочия их неограниченны», что, «как представители революционной власти, они должны быть революционерами», что они «облечены самодержавием», которое ограничено только их совестью, что военные власти находятся в их распоряжении, что на них возложена обязанность сместить всех чиновников, в особенности префектов и мэров, хотя бы об их удержании просили местные жители, так как «нельзя оставлять в должности людей, служивших правительству, каждое действие которого было преступлением»; комиссары должны были позаботиться, чтобы предстоявшие выборы дали истинно республиканское большинство. На вопрос, должно ли правительство влиять на выборы, Ледрю в своих циркулярах, не колеблясь, отвечал, что «правительство, под угрозой обвинения в измене, не должно ограничиться ведением протоколов и счётом голосов; оно должно наставить Францию, должно открыто работать для уничтожения интриг контрреволюции». Кроме наставления, объяснения, просвещения избирателей Ледрю не рекомендовал никаких средств; напротив, он решительно протестовал против всякого активного давления на выборы. Но поспешный выбор комиссаров, в связи с общим тоном циркуляров, неизбежно приводил к иным результатам. Против Ледрю-Роллена образовалось сильное течение в самом правительстве, в котором преобладали умеренные элементы, в том числе в средних общественных классах; его обвиняли в якобинских замашках, в деспотизме; но в среде рабочего населения Парижа он пользовался громадной популярностью. Несмотря на умеренно-либеральный состав Национального собрания, Ледрю-Роллен вместе с Араго, Гарнье-Пажесом, Мари и Ламартином был выбран в исполнительную комиссию, которая, 10 мая 1848 года, заняла место временного правительства. Революционная партия, произведшая волнение 15 мая, наметила Ледрю в члены нового правительства; но он вместе с Ламартином явился во главе войска для усмирения восстания. Вследствие этого популярность его среди крайних радикалов быстро пала, а в то же время в правящих кругах на него смотрели как на заговорщика. После июньских дней Ледрю-Роллен был в собрании одним из вождей партии «горы», присвоившей себе это название в память монтаньяров первой республики.
На президентских выборах в декабре 1848 года набрал 5 % голосов и занял третье место.
В мае 1849 года Александр Огюст Ледрю-Роллен вновь был избран депутатом от Парижа, но уже в июне ему пришлось спасаясь от суда бежать в Англию, после неудачного восстания, одним из руководителей которого он был. Там он написал резкий памфлет «De la Décadence de l’Angleterre» (Париж, 1850).
В 1870 году, во время министерства Оливье, Ледрю получил разрешение вернуться во Францию. В феврале 1871 году он был избран в депутаты, но, недовольный заключением мира, сложил с себя полномочия.
В 1874 году Ледрю-Роллен был избран вновь, но в том же году умер.
24 февраля 1885 года на площади Вольтера (ныне площадь Леон-Блюма) в Париже в честь Александра Ледрю-Роллена был торжественно открыт памятник, созданный скульптором Леопольдом Штайнером. Бронзовый монумент, воздвигнутый на гранитном постаменте, изображает политика в полный рост, его правая рука опирается на избирательную урну с надписью Vox populi («Глас народа»).
После его смерти появились его «Discours politiques et écrits divers» (П., 1879).